# Sumner County (Tennessee)
Sumner County ist ein County im Bundesstaat Tennessee der Vereinigten Staaten. Das U.S. Census Bureau hat bei der Volkszählung 2020 eine Einwohnerzahl von 196.281 ermittelt. Der Verwaltungssitz (County Seat) ist Gallatin, die größte Stadt ist Hendersonville.

## Geographie
Das County liegt im Norden von Tennessee, grenzt an Kentucky und hat eine Fläche von 1407 Quadratkilometern, wovon 36 Quadratkilometer Wasserfläche sind. Es grenzt im Uhrzeigersinn an folgende Countys: Davidson County, Macon County, Robertson County, Trousdale County, Wilson County, Allen County (Kentucky) und Simpson County (Kentucky).

### Citys und Towns
- Bethpage
- Castalian Springs
- Cottontown
- Gallatin
- Goodlettsville1
- Hendersonville
- Millersville2
- Mitchellville
- Portland
- Walnut Grove
- Westmoreland
- White House2

1 liegt teilweise im Davidson County
2 liegt teilweise im Robertson County

## Geschichte
Sumner County wurde am 18. November 1786 aus Teilen des Davidson County gebildet. Benannt wurde es nach Jethro Sumner (1733–1785), einem amerikanischen General der Kontinentalarmee im Amerikanischen Unabhängigkeitskrieg.

Wynnewood (HABS, 1936)

Ein Ort im County haben den Status einer National Historic Landmark, die Blockhüttensiedlung Wynnewood. 37 Bauwerke und Stätten des Countys sind im National Register of Historic Places (NRHP) eingetragen (Stand 5. September 2018).

## Demografische Daten

Alterspyramide Sumner County

Nach der Volkszählung im Jahr 2000 lebten im Sumner County 130.449 Menschen in 48.941 Haushalten und 37.048 Familien. Die Bevölkerungsdichte betrug 95 Einwohner pro Quadratkilometer. Ethnisch betrachtet setzte sich die Bevölkerung zusammen aus 91,49 Prozent Weißen, 5,78 Prozent Afroamerikanern, 0,29 Prozent amerikanischen Ureinwohnern, 0,66 Prozent Asiaten, 0,03 Prozent Bewohnern aus dem pazifischen Inselraum und 0,80 Prozent aus anderen ethnischen Gruppen; 0,96 Prozent stammten von zwei oder mehr Ethnien ab. 1,76 Prozent der Bevölkerung waren spanischer oder lateinamerikanischer Abstammung.
Von den 48.941 Haushalten hatten 36,3 Prozent Kinder und Jugendliche unter 18 Jahre, die bei ihnen lebten. 61,1 Prozent waren verheiratete, zusammenlebende Paare, 10,8 Prozent waren allein erziehende Mütter und 24,3 Prozent waren keine Familien. 20,3 Prozent waren Singlehaushalte und in 7,2 Prozent lebten Personen im Alter von 65 Jahren oder darüber. Die Durchschnittshaushaltsgröße betrug 2,64 und die durchschnittliche Haushaltsgröße betrug 3,04 Personen.
26,3 Prozent der Bevölkerung waren unter 18 Jahre alt, 8,0 Prozent zwischen 18 und 24, 30,7 Prozent zwischen 25 und 44, 24,3 Prozent zwischen 45 und 64 und 10,7 Prozent waren älter als 65. Das Durchschnittsalter betrug 36 Jahre. Auf 100 weibliche Personen kamen statistisch 95,9 männliche Personen und auf 100 Frauen im Alter von 18 Jahren und darüber kamen 92,3 Männer.
Das jährliche Durchschnittseinkommen eines Haushalts betrug 46.030 USD, das Durchschnittseinkommen der Familien betrug 52.125 USD. Männer hatten ein Durchschnittseinkommen von 36.875 USD, Frauen 25.720 USD. Das Prokopfeinkommen betrug 21.164 USD. 6,2 Prozent der Familien und 8,1 Prozent der Einwohner lebten unterhalb der Armutsgrenze.